# Wumi Agunbiade
Omowumi Abigail Agunbiade, detta Wumi (Pickering, 31 gennaio 1992), è un'ex cestista canadese.

## Carriera
Ha disputato una stagione con Umbertide (2015-16).
Con il Canada ha vinto la medaglia d'argento alle Universiadi di Gwangju 2015.